# Patria (powieść)
Patria – hiszpańska powieść autorstwa Fernando Aramburu, wydana w Polsce 18 kwietnia 2018, nakładem Wydawnictwa Sonia Draga w tłumaczeniu Karoliny Jaszeckiej. Opowiada o Kraju Basków. W styczniu 2019 książka zdobyła tytuł książki roku według Magazynu Literackiego „Książki”.

## Fabuła
Powieść opowiada o skomplikowanej historii i konflikcie w Kraju Basków w Hiszpanii. Akcja książki toczy się od lat 80. do 2011 r., kiedy ETA, separatystyczna organizacja baskijska, prowadziła kampanię terrorystyczną przeciwko rządowi hiszpańskiemu.
Patria skupia się na dwóch rodzinach, których życie zostaje głęboko dotknięte przez konflikt. Jedna z rodzin jest rodziną zamordowanego przez ETA przedsiębiorcy, a druga to rodzina członka ETA, który został skazany za zbrodnie terrorystyczne. Powieść analizuje skutki konfliktu na poziomie osobistym, emocjonalnym i społecznym, przedstawiając różne perspektywy i doświadczenia bohaterów.
Akcja powieści rozpoczyna się w 2011 r., po ogłoszeniu przez ETA zawieszenia broni. Główne bohaterki to Bittori i Miren, które kiedyś były przyjaciółkami, ale zostały rozdzielone przez przemoc i rozdzielenie społeczeństwa wywołanych przez ETA.
W chwili rozpoczynającej opowieść widzimy Bittori przy grobie swojego męża Txato, baskijczyka z pochodzenia, który kochał swoją rodzinę i ojczyznę. Gdy nie był w stanie wpłacić ETA żądanej kwoty, zginął jako zdrajca. Piętno wcześniejszych oskarżeń i samego wyroku objęło rodzinę mężczyzny, prowadząc do społecznego wykluczenia jej członków. Sam gest współczucia pod ich adresem stał się ryzykowny. Bittori jest zdeterminowana, aby wrócić do Guipúzcoa i ponownie zamieszkać w swoim dawnym domu. Szuka odpowiedzi, a jej celem jest zrozumienie, dlaczego została jej odebrana ukochana osoba.
Miren, matka Joxe Marí, członka ETA, który siedzi w więzieniu, również odczuwa ból i stratę, jest rozdarta między miłością do syna a odrzuceniem przemocy i konsekwencji, jakie przynosi działalność ETA.
W miarę jak akcja powieści rozwija się, czytelnik zagłębia się w historię obu rodzin, ich związki i skomplikowane relacje. Powieść porusza tematy takie jak traumy wojny, żałoby, winy, pojednania, ale także mówi o zwykłym codziennym życiu i tęsknocie za normalnością.
Poprzez wspomnienia bohaterów powieść ukazuje wielowymiarowość konfliktu baskijskiego, a także wpływ, jaki on ma na życie zwykłych ludzi. Osiąga punkt kulminacyjny, gdy Bittori i Miren spotykają się na moście, próbując znaleźć drogę do pojednania i zrozumienia.

## Postacie
Txato – ojciec rodziny i przedsiębiorca zamordowany przez ETA;
Bittori – żona Txato;
Xabier – starszy syn Txato i Bittori, pracuje lekarzem w San Sebastián;
Nerea – młodsza córka syn Txato i Bittori, ukończyła prawo w Saragossie i pracuje w urzędzie skarbowym w San Sebastián;
Joxian – ojciec rodziny, pracownik zakładu metalurgicznego;
Miren – żona Joxiana;
Joxe Mari – syn Joxiana i Miren, członek ETA;
Gorka – młodszy syn Joxiana i Miren, pisarz i prezenter radiowy;
Arantxa - córka Joxiana i Miren, z powodu udaru jest niepełnosprawna, porusza się na wózku inwalidzkim. Opiekują się nią rodzice.

## Nagrody
Patria zdobyła wiele nagród i wyróżnień w różnych krajach, a także została przetłumaczona na więcej niż 30 języków
| Rok  | Nagroda                                        | Kategoria                    |
| ---- | ---------------------------------------------- | ---------------------------- |
| 2016 | Premio de la Crítica                           | Powieść w języku hiszpańskim |
| 2017 | Premio Nacional de Narrativa                   | Powieść w języku hiszpańskim |
| 2017 | Premio Dulce Chacón                            | Powieść w języku hiszpańskim |
| 2017 | Francisco Umbral                               | Książka / powieść roku       |
| 2018 | Nagroda Stregi                                 | Książka / powieść roku       |
| 2018 | Literacka nagroda Giuseppe Tomasi di Lampedusa |                              |
| 2018 | Nagroda Kultury Śródziemnomorskiej             | Sekcja narracyjna            |

## Adaptacje

### Serial
Pod koniec września 2017 roku HBO España ogłosiło powstanie swojego pierwszego serialu, opartego na powieści Patria. Historia pokazuje różne wizje konfliktu baskijskiego. Serial jest produkowany przez Alea Media, firmę producencką utworzoną przez Mediaset España i Aitora Gabilondo oraz przez samą HBO España.
Serial jest produkowany przez Alea Media, a postprodukcją zajmuje się Elamedia Studios. Zdjęcia rozpoczęły się w 2018 roku w Kraju Basków. „Patria” to autorska produkcja HBO Europe, przy udziale HBO Latin America Group. Premierę zaplanowano na maj 2020 r., ale z powodu pandemii koronawirusa została przesunięta na wrzesień.

### Komiks
W 2018 roku wydawnictwo Planeta opublikowało adaptację książki w postaci powieści graficznej dla dorosłych, która otrzymała tytuł Patria, la novela gráfica. Napisana i narysowana przez artystę Toniego Fezjulę książka wiernie dostosowała historię do języka komiksu i otrzymała aprobatę samego Fernando Aramburu.

## Fenomen sukcesu
Patria jest nie tylko historią dwóch rodzin, ale także próbą zgłębienia złożoności, bólu i nadziei związanych z konfliktem baskijskim. Przez różne perspektywy postaci powieść analizuje wpływ przemocy na jednostki i społeczeństwo, stawiając pytania o możliwość przezwyciężenia rozbieżności i budowania pokoju.
Dzięki połączeniu wielu czynników Patria zdobyła ogromny sukces i stała się prawdziwym fenomenem zarówno w Hiszpanii, jak i za granicą:
- Powieść porusza kontrowersyjny i aktualny temat konfliktu w Kraju Basków, który przez wiele lat wpływał na życie społeczności i politykę w Hiszpanii.
- Aramburu wnikliwie i empatycznie opisuje doświadczenia bohaterów, przedstawiając różne perspektywy i emocje związane z konfliktem. Czytelnicy docenili głębię charakterów i ich prawdziwość.
- Patria jest dobrze napisaną powieścią, w której Aramburu biegle operuje językiem i konstruuje wielowarstwowe narracje. Jego styl pisarski i umiejętność opowiadania historii przyciągnęły uwagę krytyków i czytelników.
- Mimo że "Patria" skupia się na konflikcie baskijskim, tematy poruszone w książce, takie jak przemoc, nienawiść, pojednanie i tożsamość, mają uniwersalny charakter. Czytelnicy z różnych krajów i kultur mogą odnaleźć się w tych uniwersalnych tematach[15].